# Marek Stuchlý
Marek Stuchlý, né le 12 mai 1975, à Šumperk, en Tchécoslovaquie, est un joueur de basket-ball tchèque. Il évolue durant sa carrière au poste d'ailier.

## Palmarès
- Coupe de République tchèque 2001, 2003